# Йейтс (окръг)
Окръг Йейтс (на английски: Yates County) е окръг в щата Ню Йорк, Съединени американски щати. Площта му е 974 km², а населението - 24 955 души (2017). Административен център е село Пен Ян.